# ريتشي باريت
ريتشي باريت (بالإنجليزية: Richie Barrett)‏ هو مغن مؤلف ومغني ومنتج أسطوانات أمريكي، ولد في 14 يوليو 1933 في فيلادلفيا في الولايات المتحدة، وتوفي في 3 أغسطس 2006 في Gladwyne, Pennsylvania ‏ في الولايات المتحدة بسبب سرطان البنكرياس.

## وصلات خارجية
- ريتشي باريت على موقع ميوزك برينز (الإنجليزية)
- ريتشي باريت على موقع إن إن دي بي (الإنجليزية)
- ريتشي باريت على موقع أول ميوزيك (الإنجليزية)
- ريتشي باريت على موقع ديسكوغز (الإنجليزية)